# الريح العاتية (شخصية خيالية)
الريح العاتية Sirocco هو شخصية خيالية ، متحول في كون مارفل كومكس. أول ظهور له كان في المتحولون الجدد السنوي #7.

## السيرة الذاتية للشخصية الخيالية
رياح الخماسين هو جزء من فريق مرتزقة عراقي يسمى سيف الصحراء عندما قاتلوا فريق قوة الحرية بقيادة الكوماندوز القرمزي. يحاول سيف الصحراء منع قوة الحرية من تحرير عالم ألماني أسمه راينولد كورتزمان في الكويت. ينصب سيف الصحراء كمين لهم ويقطع أمينيدي رأس سوبر سيبر و يقطع اليد اليمنى للكوماندوز. يعتقل راينولد كورتزمان من قبل قوة الحرية ولكن تتم أستعاتده بعد ذلك على يد سيف الصحراء. على الرغم من ذلك يتمكن بايرو من قتل راينولد كورتزمان. ويوقع أمينيدي كل من أفالانشي والكوماندوز في فخ في حقل ألغام و بينما حالة الكوماندوز تتفاقم تنهار الأفخاخ ويسقط الأثنان تحت كومة من الصخور، وعلى الرغم من ذلك يستطيع الأثنان الهرب وركب موجة من التراب إلى نقطة معينة وأيصال الكوماندوز إلى مكتن آمن، وترك كل بلوب وبايرو الذين يتم القبض عليهم في وقت لاحق من قبل سيف الصحراء.
ومن غير المعروف إذا أستطاع الريح العاتية من الأحتفاظ بصلاحياته.

## القوى والقدرات
يمكن للريح العاتية التلاعب بأنماط الطقس وخلق دوامات هواء متداخلة.

## الاستشهادات والمراجع
1. ↑  New Mutants Annual #7 (1991)
2. ↑  X-Men Annual #15 (1991)
3. ↑  X-Factor Annual #6 (1991)